# مات بالمر (لاعب كرة قاعدة)
مات بالمر (بالإنجليزية: Matt Palmer)‏ هو لاعب كرة قاعدة أمريكي، ولد في 21 مارس 1979 في ممفيس في الولايات المتحدة.

## وصلات خارجية
- مات بالمر على موقع دوري كرة القاعدة الرئيسي (الإنجليزية)
- مات بالمر على موقعبيزبول رفرنس.كوم (الدوري الرئيسي) (الإنجليزية)
- مات بالمر على موقعبيزبول رفرنس.كوم (الدوري الثانوي) (الإنجليزية)
- مات بالمر على موقع إي إس بي إن.كوم (أم.أل.بي) (الإنجليزية)
- مات بالمر على موقع مشجعي الرسوم البيانية (الإنجليزية)